# 銀粉蝶
銀粉蝶（、1952年5月13日 - ）は、日本の女優、シンガーソングライター。夫は劇作家の生田萬。株式会社nora所属。

## 経歴
青山学院女子短期大学卒業後、浜松町の世界貿易センタービルに入居していた会社に入社するが、入社1日目に劇団のオーディション結果が発表され、合格して女優の道へ入る。
1981年、夫とともに劇団「ブリキの自発団」を結成し、「最後のアングラ女優」の異名を持つことになる。「芝居は嘘だが、続けていると本当になる時が来る。それが好き」とコメント。シンガーソングライターとして、ペヨトル工房からライブ『真冬のトマト/銀粉蝶ミワクるステージ』（カセットテープ＋ブックレット）などもリリースされている。
芸名の由来は新人の頃、舞台作品で演じた役の兄役が金鳥の蚊取り線香からとった「金粉蝶」で、その妹である自身の役名の銀粉蝶を芸名にした。周りから推されて芸名になっていたが当時は役者をやっていくとは思わず映像作品に出演するようになって振り替えると恥ずかしくも感じたが若さゆえのことだと逆に良くもあり、思い出として綺麗な面だけでなくただ闇雲に仲間と演劇に励んでいたときのことや恥ずかしさも抱えていようと考えたという。芸名は「銀粉蝶」でひとかたまりであり、「銀」が名字というわけではないが、「銀さん」や「銀ちゃん」と呼ばれることは容認している。また公式プロフィールではラテン文字で「Guin-Poon-Chaw」と併記されている。

## 出演

### テレビドラマ

#### NHK
- 金曜時代劇 新・半七獲物帳 第8話（1997年）
- 土曜時代劇 しくじり鏡三郎
- 喪服のランデヴー（2000年） - 大柴美佐子 役
- もう一度キス（2001年） - キム・ミギョン 役
- 緋色の記憶〜美しき記憶の秘密〜（2003年） - 野坂奈々 役
- ミニモニ。でブレーメンの音楽隊（2004年） - お手伝い・ツル 役
- どんまい!（2005年） - 真壁久枝 役
- 繋がれた明日（2006年） - 中道文江 役
- 海峡（2007年） - 進藤しのぶ 役
- 連続テレビ小説
  - 梅ちゃん先生（2012年） - 相沢八重子 役
  - わろてんか （2017年） - 相澤志乃 役
- 今日も地獄でお待ちしています（2013年） - 藤原綾子 役
- NHK大河ドラマ
  - 花燃ゆ（2015年） - 園山 役
  - 麒麟がくる（2020年） - なか 役
- 京都人の密かな愉しみ（2015年） - 沢藤鶴子 役
- 土曜ドラマ 天使にリクエストを〜人生最後の願い〜（2020年）
- NHK BS時代劇 赤ひげ4 第3話（2022年）
- NHK BS時代劇 おいち不思議がたり第7話・最終話（2024年） - おきく 役

#### 日本テレビ系
- 妻たちの課外授業II（1986年 - 1987年）
- 結婚物語（1988年 - 1989年） - 久野周子 役
- 悪女（1992年） - 松本アンヌ 役
- 警部補 佃次郎15（1997年） - 土屋真知子 役
- 結婚できない!!（1999年）
- 天使が消えた街（2000年） - 石田里江 役
- レッツゴー!永田町（2001年） - クラブのママ
- 青と白で水色（2001年） - 内山恵子 役
- 火曜サスペンス劇場 弁護士・朝日岳之助19（2003年） - 谷口麻子 役
- ぼくの魔法使い（2003年） - 橋本すみれ 役
- すいか（2003年） - 上条真希子 役
- 喰いタン（2006年） - マダム･ラン 役
- ギャルサー（2006年） - 波多野妙子 役
- 斉藤さん（2008年） - 岡部
- クレオパトラな女たち（2012年） - 佐藤景子 役
- 戦力外捜査官（2014年） - 安川真紀 役
- 遺産相続弁護士 柿崎真一（2016年） - 島田美奈子 役
- 奥様は、取り扱い注意（2017年） - 佐藤良枝 役
- 簡単なお仕事です。に応募してみた（2019年） - 社長夫人（依頼主）
- 未満警察 ミッドナイトランナー（2020年） - 野々村玲子 役
- ウチの娘は、彼氏が出来ない!!（2021年） - 大林かなえ 役

#### TBS系
- 家庭の問題 （1990年）
- ミニ・パトより愛をこめて（1990年）
- さくらももこランド・谷口六三商店（1993年） - 女占い師
- ぽっかぽか（1994年 - 1996年） - 三好敏子 役
- ドラマ30
  - 失業白書（1997年、中部日本放送）
  - 幽霊ママ（1998年、毎日放送）
- WHO!?（1997年） - 大福カツ 役
- ケイゾク（1999年） - 成合佐代子 役
- 池袋ウエストゲートパーク（2000年） - 吉村ちづる 役
- たのしい幼稚園（2001年） - 関川百恵 役
- ぼくが地球を救う（2002年） - 綾瀬信子 役
- ダンシングライフ（2003年） - 三村和枝 役
- ケータイ刑事 銭形泪（2004年） - 音無ウメ 役
- こちら本池上署 - 丸山節子 役
  - 第3シリーズ（2004年）
  - 第4シリーズ（2004年）
  - 第5シリーズ（2005年）
- タイガー&ドラゴン（2005年） - 谷中小百合 役
- 幸せになりたい!（2005年） - 浅田芳江 役
- 月曜ゴールデン 狩矢警部シリーズ（2008年） - 柏木昌子 役
- 花嫁は厄年ッ!（2006年） - 安土文代 役
- 佐々木夫妻の仁義なき戦い（2008年） - 宇野浩子 役
- 月曜ゴールデン ご近所探偵・五月野さつき3（2008年） - 遠田千賀子 役
- 父よ、あなたはえらかった〜1969年のオヤジと僕（2009年） - 相原美佐江 役
- THE GOOD WIFE / グッドワイフ（2019年） - 東城ちなみ 役
- インビジブル 第6話（2022年5月20日） - 樫谷加代子 役/ドクター 役[7]
- ラストマン-全盲の捜査官- 最終話（2023年6月25日） - 小林久恵 役[8]
- DOPE 麻薬取締部特捜課 第2話（2025年7月11日） - 綿貫絹代 役[9]

#### フジテレビ系
- 魔法少女ちゅうかないぱねま!（1989年） - 揚子江大飯店 役
- 世にも奇妙な物語
  - 毛皮が脱げない（1991年）
  - 顔色（1992年） - 立花梅子 役
  - 自殺願望（1997年） - 田川安江 役
  - 僕は旅をする（2001年） - 飯田とも子 役
- 魅せられて（1994年）
- いいひと。（1997年）
- その時がきた（1997年、東海テレビ） - 河村涼子 役
- いのちの器（1998年、東海テレビ）
- 愛をください（2000年） - 三原先生 役
- ナースのお仕事3（2000年） - 与謝野鶴子 役
- カバチタレ!（2001年） - 「龍王庵」女将
- スタアの恋（2001年） - 市川隆太郎の母 役
- 母の告白（2002年、東海テレビ） - 松川敏江 役
- ウエディングプランナー SWEETデリバリー（2002年） - 大森敏子 役
- ビギナー（2003年） - 常習万引き犯
- 顔（2003年） - シスター
- 僕の生きる道（2003年、関西テレビ） - 田岡久美子 役
- 劇団演技者。（2005年） - 戸川秋彦の母 役
- 女の一代記（2005年） - 中野ヤス 役
- 悪魔が来りて笛を吹く（2007年） - 河村駒子 役
- 母親失格（2007年、東海テレビ） - 加藤清美 役
- 金曜プレステージ 浅見光彦シリーズ33（2009年） - 正法寺澄江 役
- 金曜プレステージ 親父の一番長い日（2009年） - 墨田虹子（虹バア） 役
- 金曜プレステージ 鬼女（2013年） - 森園君子 役
- 福家警部補の挨拶（2014年） - 細田理恵子 役
- 問題のあるレストラン（2015年） - 伊達和美 役
- HEAT（2015年） - 相良絹江 役
- イチケイのカラス（2021年） - 青山多恵 役
- #コールドゲーム（2021年） - 長嶋椿 役[10]

#### テレビ朝日系
- 豆腐屋直次郎の裏の顔 第7話（1992年、朝日放送）
- 火曜ドラマ
  - SALE!（1995年、朝日放送） - 豪徳寺小金 役
- プリズンホテル（1999年） - 黒田千恵子 役
- 土曜ワイド劇場 法医学教室の事件ファイル10（1999年） - 松井昌代 役
- 恋愛中毒（2000年） - 水無月孝子 役
- スタイル!（2000年） - 広瀬さつき 役
- ココだけの話（2001年）
- TRICK2（2002年） - 鈴木吉子 役
- 相棒
  - pre season 第3話「大学病院助教授、墜落殺人事件！」（2002年11月10日） - 大谷房子 役
  - season1 第10話「最後の灯り」（2002年12月11日） - 須磨玲子 役
  - season21 第16話 「女神」（2023年2月8日） - 橘志織 役
- ダムド・ファイル（2003年） - 酒井幸恵 役
- 霊感バスガイド事件簿（2004年） - 江藤美紗子 役
- 砦なき者（2004年） - 笠原文子 役
- だめんず・うぉ〜か〜（2006年） - 小山内春子 役
- エラいところに嫁いでしまった!（2007年） - 滝田美津子 役
- 帰ってきた時効警察（2007年） - 吉良深雪・吉良深雪の母 役
- 半落ち（2007年） - 島村康子 役
- 熱海の捜査官（2010年） - 占部日美子 役
- バラ色の聖戦（2011年） - 星野智子 役
- 科捜研の女（2011年） - 山根晴江 役
- 都市伝説の女（2012年） - 華岡秋代 役
- ミステリー作家六波羅一輝の推理3（2013年） - 知花クラ 役
- ドクターX〜外科医・大門未知子〜（2014年） - 琴塚七海 役
- 遺留捜査（2018年） - 鴻上美沙子 役
- 逃亡者（2020年） - 達川珠子 役

#### テレビ東京系
- パパと呼ばせて!（1992年）
- ハッピー 愛と感動の物語（2000年）
- 水曜ミステリー9 ブランド刑事 予備鑑定捜査員 桐原真実3（2008年） - 柳井麗子
- 蛇蝎のごとく（2012年） - 梅本須江
- 怪奇恋愛作戦（2015年） - 老ミドリ
- カサネ（2015年） - 多々良見良子
- リーガル・ハート ～いのちの再建弁護士～（2019年） - 河合聡子
- 孤独のグルメ Season9 第10話 （2021年9月11日） - ママ 役
- こむぎの満腹記（2023年） - デルムンド女将[11]

#### WOWOW
- 人間動物園（2009年） - 家野絹子
- 一応の推定（2009年） - 北山弁護士
- その時までサヨナラ（2010年） - 中森多恵
- カッコウの卵は誰のもの（2016年） - 中野聖美
- オリジナルドラマ　椅子 第2話「最高の日々」（2022年）[12]

### 映画
- 竜二（1983年、東映セントラルフィルム） - あけみ 役
- バカヤロー!2 幸せになりたい。（1989年、松竹） - 東山みや子 役
- 人間交差点（1993年、パイオニアLDC） - 金子
- ひまわり（2000年、ケイエスエス）
- GO（2001年、東映） - 桜井の母 役
- ピカ☆ンチ LIFE IS HARDだけどHAPPY（2002年、ジェイ・ストーム） - 早乙女先生 役
- 東京タワー（2005年、東宝） - 川野の母 役
- ハチミツとクローバー（2006年、アスミック・エース） - 幸田先生 役
- だからワタシを座らせて。通勤電車で座る技術!（2006年、sazanami） - 小田真理 役
- ふがいない僕は空を見た（2012年、東京テアトル） - 岡本マチコ 役
- Another アナザー（2012年、東宝） - 三神民江 役
- R-18 文学賞 vol.1 自縄自縛の私（2012年、よしもとクリエイティブ・エージェンシー）
- すーちゃん まいちゃん さわ子さん（2013年、スールキートス） - 林信子 役
- 少女（2016年、東映）
- ぼくのおじさん（2016年、東映） - 稲葉キャシー 役
- 阿修羅少女〜BLOOD-C異聞〜（2017年、松竹） - 來蝶
- ねことじいちゃん（2019年、クロックワークス） - サチ[13]
- 哀愁しんでれら（2021年、クロックワークス） - 泉澤美智代 役
- あのこは貴族（2021年2月26日、東京テアトル / バンダイナムコアーツ） - 榛原京子 役
- プリテンダーズ（2021年10月16日公開、ガイエ） - 鈴木恵 役
- 大怪獣のあとしまつ（2022年2月4日公開、松竹・東映 共同製作） - ユキノの母 役
- 生きててよかった（2022年5月13日、ハピネットファントム・スタジオ） - 楠木光子（創太の母） 役
- 違国日記（2024年6月7日、東京テアトル / ショウゲート） - 高代京子 役[14][15]

### 舞台
- ティンゲルダンゲル（1989年）
- ベルナルダ・アルバの家（1990年）
- トップガールズ（1992年）
- ブリキノマチノ夏の夜の夢（1993年）
- クラウド9（1995年）
- セツアンの善人（1996年）
- 青ひげ公の城（1996年）
- ふくすけ（1998年）
- 野田地図 パンドラの鐘（1999年）
- 三姉妹（2000年、世田谷パブリックシアター）
- こまつ座『泣き虫なまいき石川啄木』（2001年、紀伊國屋ホール）
- 櫻の園（2002年、新国立劇場）
- 地人会公演『歌え、悲しみの深き淵より』（2002年、紀伊國屋サザンシアター）
- 地人会公演『藪原検校』（2003年、新国立劇場小劇場）
- GOOD（2004年、パルコ劇場）
- エデンの東（2005年、東京グローブ座）
- シティボーイズミックス PRESENTS「マンドラゴラの降る沼」（2006年、池上本門寺境内特設テント）
- CLEAN SKINS/きれいな肌（2007年、新国立劇場小劇場）
- 三文オペラ（2007年、兵庫県立芸術文化センター中ホール）
- リア王（2008年、彩の国さいたま芸術劇場）
- リチャード三世（2009年、赤坂ACTシアター）
- 炎の人（2009年、天王洲銀河劇場 他）
- コースト・オブ・ユートピア（2009年、シアターコクーン）
- 二兎社35公演『かたりの椅子』（2010年、世田谷パブリックシアター 他）
- NODA・MAP第15回公演『ザ・キャラクター』（2010年、東京芸術劇場プレイハウス）
- ガラスの葉（2010年、世田谷パブリックシアター）
- やけたトタン屋根の上の猫（2010年、新国立劇場小劇場）
- NODA・MAP第16回公演『南へ』（2011年、東京芸術劇場中ホール）
- 炎の人（2011年、天王洲銀河劇場 他） ※再演
- リリオム（2012年、青山円形劇場）
- 100万回生きたねこ（2013年、東京芸術劇場プレイハウス）
- ドレッサー（2013年、世田谷パブリックシアター）
- M&Oplaysプロデュース公演『Like Dorothy』（2013年、本多劇場 他）
- 9 days Queen～九日間の女王～（2014年、赤坂ACTシアター）
- わたしを離さないで（2014年、彩の国さいたま芸術劇場 他）
- THE SHAMPOO HAT 29回公演『風の吹く夢』（2014年、ザ・スズナリ）
- 100万回生きたねこ（2015年、東京芸術劇場プレイハウス）※再演
- NODA・MAP第20回公演『逆鱗』（2016年、東京芸術劇場プレイハウス 他）
- 地人会新社第5回公演『テレーズとローラン あるいは愛の終わり、愛の始まり』（2016年、東京芸術劇場シアターウエスト）
- 遠野物語・奇ッ怪其ノ参（2016年、世田谷パブリックシアター 他）
- KAAT神奈川芸術劇場『ルーツ』（2016年、KAAT神奈川芸術劇場）
- オフィス３○○公演『鯨よ！私の手に乗れ』（2017年、シアタートラム）
- 妄想歌謡劇 上を下へのジレッタ（2017年、シアターコクーン 他）
- 百鬼オペラ『羅生門』（2017年、シアターコクーン）
- シス・カンパニー公演『近松心中物語』（2018年、新国立劇場中劇場）
- 唐組第61回公演（唐組30周年記念公演第1弾）『吸血姫』（2018年、花園神社 他）
- NODA・MAP第22回公演『贋作 桜の森の満開の下』（2018年、東京芸術劇場プレイハウス 他）
- うまれてないからまだしねない（2019年、本多劇場）
- Bunkamura30周年記念『美しく青く』（2019年、Bunkamuraシアターコクーン）
- 忘れてもらえないの歌（2019年、TBS赤坂ACTシアター）
- ねじまき鳥クロニクル（2020年、東京芸術劇場プレイハウス）
- 第七世代実験室『たかが世界の終わり』（2020年、配信舞台）
- 女の一生（2020年、新橋演舞場）
- Home,I'm Darling 〜愛しのマイホーム〜（2021年、日比谷シアタークリエ 他）
- シラノ・ド・ベルジュラック（2022年、東京芸術劇場プレイハウス）
- 世界は笑う（2022年、Bunkamuraシアターコクーン / 京都劇場）[16]
- 女の一生（2022年、新橋演舞場 / 南座 / 博多座）
- 蜘蛛巣城（2023年、KAAT神奈川芸術劇場ホール 他）
- ねじまき鳥クロニクル（2023年、東京芸術劇場プレイハウス）
- モンスター・コールズ（2024年、PARCO劇場 他）[17]
- 贅沢貧乏『おわるのをまっている』（2024年、シアタートラム）[18][19]
- Song Storytelling in BAROOM『ピーター・パンとウェンディ』（2025年、BAROOM） - ウェンディ 役[20]
- フライングシアター自由劇場 第6回公演『西に黄色のラプソディ』（2025年公演予定、吉祥寺シアター）[21]

### 配信ドラマ
- First Love 初恋（2022年、監督・脚本：寒竹ゆり、Netflix）
- 情事と事情（2024年12月5日 - 、Lemino） - 水無月寿美子 役

### CS
- 三屋清左衛門残日録　ふたたび咲く花（2023年、日本映画＋時代劇4K）

### 吹き替え
- アメリ（ジョルジェット）
- ベルセルク 黄金時代篇 III 降臨（占い師の老婆）

### ラジオドラマ
- FMシアター「夢について」（2002年9月14日、NHK-FM）
- 青春アドベンチャー「オリガ・モリソヴナの反語法」（2016年7月18日 - 8月5日、NHK-FM） - オリガ・モリソヴナ 役[22]

### CM
- カネボウ化粧品「I HOPE. 希望の口紅」（2024年）[23]

### 書籍
- カンタン服でいくわ～銀さんの春夏秋冬～（2020年11月、双葉社）